# Кевін Лав (баскетболіст)
Кевін Лав (англ. Kevin Love; *7 вересня 1988) — американський професійний баскетболіст. Виступає за клуб НБА «Клівленд Кавальєрз» під номером 0. Позиція — важкий форвард або центровий.

## Кар'єра у НБА
Лав був обраний на драфті 2008 під 5 номером клубом «Мемфіс Ґріззліс». Ще до початку сезону Кевіна було обміняно у «Тімбервулвз».
У дебютній грі в НБА 30 жовтня 2008 Лав набрав 12 очок та 9 підбирань. У березні 2009 Кевіна було названо новачком місяця. За підсумками сезону Лав посів 9 місце у НБА за кількістю підбирань (перше серед новачків) та третє місце за кількістю підбирань в атаці. Лав також посів перше місце за кількістю дабл-даблів за сезон серед новачків (29), встановши при цьому клубний рекорд. Кевін посів шосте місце у голосуванні за звання новачка року та потрапив у другу збірну новачків НБА.
Через травму Лав пропустив перші 18 ігор сезону 2009-10. У сезоні 2009-10 Лав був обраний учасником гри новачків НБА. За підсумками сезону Кевін посів перше місце в НБА за кількістю підбирань в середньому за 48 хвилин на майданчику (18.4), випередивши Двайта Говарда (18.3) та Маркуса Кембі (18.1).
12 листопада 2010 Лав набрав за гру 31 очко та 31 підбирання. Не менше 31 підбирання за гру не набирав у НБА ніхто з 1996 року; Лав також встановив клубний рекорд. 18 грудня 2010 Лав встановив особистий рекорд, набравши за гру 43 очка. У 2011 Лав вперше взяв участь у матчі всіх зірок НБА. 8 лютого 2011 Лав встановив новий клубний рекорд — 38 дабл-дабл поспіль. 9 березня 2011 Лав записав у свій актив 52 поспіль дабл-дабл — найкращий результат з 1976 року.
За підсумками сезону 2010-11 Лав посів перше місце у НБА за кількістю підбирань у середньому за гру, а також був названий найпрогресивнішим гравцем року.

### Статистика кар'єри в НБА

#### Регулярний сезон
| Сезон            | Команда               | GP  | GS  | MPG  | FG%  | 3P%  | FT%  | RPG  | APG | SPG | BPG | PPG  |
| ---------------- | --------------------- | --- | --- | ---- | ---- | ---- | ---- | ---- | --- | --- | --- | ---- |
| 2008–09          | Міннесота Тімбервулвз | 81  | 37  | 25.3 | .459 | .105 | .789 | 9.1  | 1.0 | .4  | .6  | 11.1 |
| 2009–10          | Міннесота Тімбервулвз | 60  | 22  | 28.6 | .450 | .330 | .815 | 11.0 | 2.3 | .7  | .4  | 14.0 |
| 2010–11          | Міннесота Тімбервулвз | 73  | 73  | 35.8 | .470 | .417 | .850 | 15.2 | 2.5 | .6  | .4  | 20.2 |
| 2011–12          | Міннесота Тімбервулвз | 55  | 55  | 39.0 | .448 | .372 | .824 | 13.3 | 2.0 | .9  | .5  | 26.0 |
| 2012–13          | Міннесота Тімбервулвз | 18  | 18  | 34.3 | .352 | .217 | .704 | 14.0 | 2.3 | .7  | .5  | 18.3 |
| 2013–14          | Міннесота Тімбервулвз | 77  | 77  | 36.3 | .457 | .376 | .821 | 12.5 | 4.4 | .8  | .5  | 26.1 |
| 2014–15          | Клівленд Кавальєрс    | 75  | 75  | 33.8 | .434 | .367 | .804 | 9.7  | 2.2 | .7  | .5  | 16.4 |
| 2015–16          | Клівленд Кавальєрс    | 77  | 77  | 31.5 | .419 | .360 | .822 | 9.9  | 2.4 | .8  | .5  | 16.0 |
| Кар'єра          | Кар'єра               | 516 | 434 | 32.7 | .444 | .363 | .815 | 11.5 | 2.4 | .7  | .5  | 18.3 |
| Матчі всіх зірок | Матчі всіх зірок      | 3   | 1   | 21.0 | .500 | .364 | .286 | 6.7  | 1.3 | 1.3 | .0  | 10.7 |

#### Плей-оф
| Сезон   | Команда            | GP | GS | MPG  | FG%  | 3P%  | FT%  | RPG | APG | SPG | BPG | PPG  |
| ------- | ------------------ | -- | -- | ---- | ---- | ---- | ---- | --- | --- | --- | --- | ---- |
| 2015    | Клівленд Кавальєрс | 4  | 4  | 26.8 | .415 | .429 | .737 | 7.0 | 2.5 | .3  | .5  | 14.3 |
| Кар'єра | Кар'єра            | 4  | 4  | 26.8 | .415 | .429 | .737 | 7.0 | 2.5 | .3  | .5  | 14.3 |

## Національна збірна
У складі національної збірної США Кевін Лав став чемпіоном Олімпійських ігор 2012 року.